# Lista de partidos políticos da Colômbia

## Partido Conservador Colombiano
O Partido Conservador Colombiano é um partido de centro-direita. É um dos dois partidos políticos tradicionais da Colômbia.
Disputou o poder com o Partido Liberal Colombiano desde meados do século XIX até 2002, tempo em que prevaleceu um sistema bipartidário. Desde sua fundação até 1957 a disputa pelo poder foi marcada pela violência política e várias guerras civis. A partir dos anos de 1930 até 2002 manteve-se como a segunda força no Congresso, depois do Partido Liberal, recuperando essa posição em 2010. Atualmente faz parte da coalizão que apóia o governo do presidente Juan Manuel Santos.

## Partido Liberal Colombiano
Considerado como reformista moderado. Tendem para a prática de uma política econômica liberal com conteúdo social. Considera-se o partido mais representativo dos interesses urbanos e industrial, ainda tem certo apoio nas zonas rurais.
Foi fundado em 1848 por Ezequiel Rojas, e obteve seu sustento ideológico na defesa das liberdades individuais, a separação da Iglesia e do Estado, e a eliminação dos monopólios estatais. É um partido que tende a refletir os interesses do setor mais comercializado e industrializado do eleitorado. O PL tem promovido reformas econômicas e sociais moderadas. Desde sua fundação, é o partido que tem estado mais vezes no poder.
Em 1948 perdeu a eleição presidencial, o que gerou uma insurreição armada – mencionada já como o período de “La violência”. Posteriormente, durante o tempo em que durou a Frente Nacional, no que estiveram aliados com os conservadores, os liberais obtiveram votações superiores nas eleições ao Congresso, exceto em 1970 para o Senado. Após o dito acordo, o PL tem vencido em cinco das últimas oito eleições presidenciais e tem obtido a maioria no Congresso, salvo no quatriênio 1986-1990.
Em maio de 1979, após a conclusão do acordo do Grupo do 90, partido encabeçado pelo presidente Turbay Ayala e com a liderança do Partido Conservador, se introduziu ao partido um movimento de oposição, a União Liberal Popular(ULP), com a dissidência do partido Democratização Liberal do presidente anterior, Lleras Restrepo, no centro.
Em uma convenção do partido em setembro de 1981, Lopéz Michelsen foi designado candidato para a Presidência para as eleições do ano seguinte. Como resultado, seu rival Lleras Restrepo e outro presidente anterior, Alfonso Lleras Camargo, deram seu apoio a uma campanha independente de centro-esquerda promovida por Luis Carlos Galán Sarmiento, da organização Novo Liberalismo (NL), com a finalidade de abrir o caminho para uma plataforma na que se pudera abandonar o sistema bipartidista da Constituição e que permitira a ex-presidente buscar a reeleição depois de somente quatro anos de haver abandonado o posto.

## Nova Força Democrática
fundada por Andrés Pastrana, também é uma força conservadora

## Movimento de Salvação Nacional
foi criado em 1990 e é de tendência conservadora, foi o partido mais votado na Assembléia Constituinte e tem representado a linha mais doutrinária do conservador
Fundada em 1990 quando a organização guerrilha M-19 largou as armas e aceitou a competência eleitoral para conseguir por em prática suas finalidades políticas, se considera de tendência de extrema esquerda.
Mais conhecido como M-19, originalmente era uma auto-proclamada extensão da ANAPO, que sacudiu a estrutura militar, as bases militares, a instituição por seu ataque surpresa contra um arsenal militar na capital em janeiro de 1979. Formou-se a partir de uma união de pequenos partidos de direita, dissidentes liberais e conservadores, e alguns intelectuais. O M-19 foi depois o responsável pela ocupação durante dois meses da embaixada dominicana em Bogotá, no começo de 1980, e da ocupação por 27 horas do Palácio de Justiça na capital, em novembro de 1985, onde mais de 100 pessoas perderam a vida. Em 1981 pareceu ter-se separado em dois partidos: um grupo moderado guiado por Jaime Baterman Cayón e uma linha dura que se autonomeou a Coordenadora Nacional de Bases (CNB). Antes de sua morte em um acidente aéreo em abril de 1983, Baterman repudiou os acordos concluídos seis meses antes. Um novo diálogo com o governo, levado a cabo por seu sucessor em 1984, foi duramente questionado e criticado em meados de 1985. Carlos Pizarro Léon Gomez, comandante do Batalhão América, se converteu no “cabeça” no M-19 em março de 1986, seguido dos assassinatos por forças do governo de seus dois principais líderes; também foi assassinado em agosto de 1986 o segundo comandante do grupo.
Em princípios de 1990, o M-19 esteve de acordo em deixar as armas e unir-se com diversos grupos pequenos, incluindo o Partido Democrata Cristiano (PDC), formando a Ação Nacionalista pela Paz (ANP) que teve êxito em superar a União Patriótica nas votações municipais e legislativas de 11 de março. Pizarro foi assassinado em 26 de abril e o sucedeu como líder do M-19 Antonio Navarro Wolff, quem conseguiu um surpreso terceiro lugar nas eleições presidenciais de 27 de maio desse ano como candidato de uma coalizão esquerdista de 13 membros, chamada Convergência Democrática.
Seguindo as votações de Navarro Wolff, o grupo, agora operando com as siglas AD/M-19, depois que duplicou seus votos em quase 27% na Assembléia Constitutiva em dezembro, começou a declinar em quase 10% em outubro de 1991 e baixo ainda mais chegando a obter 3,81% nas primeiras eleições presidenciais em 30 de maio de 1994. Um partido dissidente liderado pelo antigo líder guerrilheiro Carlos Alonso Lucio, foi considerada como responsável pelo começo do desastre do Movimento ao considerar que seu líder abandonou os princípios revolucionários.
Em julho de 1997 o Conselho Nacional Eleitoral aceitou sua personalidade jurídica. Nas eleições de 1998 obteve um só escaño na Câmara de Representantes.

## União Patriótica
partido de tendência marxista considera-se como o braço político das FARC
A UP foi fundada em maio de 1985 como um braço político das Forças Armadas Revolucionárias da Colômbia (FARC) e do Partido Comunista da Colômbia (PCC), com a intenção de chegar ao poder pela via eleitoral. Com um programa que incluía melhorar a participação política dos sindicatos, liberdade, reforma agrária e oposição a interferência dos Estados Unidos na América Latina, a UP ganhou uma cadeira no Senado e 10 na Câmara em março de 1986. Realizou um grande esforço em nome de seu primeiro candidato presidencial, o líder das FARC Jacobo Arenas, enquanto este declinou sua candidatura em janeiro, depois de inteirar-se do planejamento de um complô para matá-lo. Um número considerável de membros da UP foram assassinados depois, incluindo o presidente da organização Jaime Prado Leal, em 11 de outubro de 1987. A UP teve um pobre desempenho nas votações de 1990, em parte devido à competente recém-formada ANP. De fato, durante a campanha presidencial seu candidato, Bernardo Jaramillo Ossa, foi assassinado por ordens do Cartel de Medellín. Em 1994, depois de mais de 2 300 mortes, o partido decidiu não lançar um candidato presidencial, já que de acordo com seu líder, o candidato simplesmente “seria assassinado”. Outro líder, Manuel Cepeda Vargas, representante da UP e dos comunistas no Senado, foi assassinado em agosto de 1994. Em 1998 a UP participou das eleições, sem obter nenhum voto.